# Ichthyococcus elongatus
Ichthyococcus elongatus is een straalvinnige vissensoort uit de familie van lichtvissen (Phosichthyidae). De wetenschappelijke naam van de soort is voor het eerst geldig gepubliceerd in 1941 door Imai.